# Nobuko Kan
Nobuko Kan (菅 伸子, Kan Nobuko), née le 3 octobre 1945 dans le bourg de Konkō (aujourd'hui partie de la ville d'Asakuchi, préfecture d'Okayama) sous le nom de Nobuko Himei (姫井 伸子, Himei Nobuko), est l'épouse de Naoto Kan, le 61e Premier ministre du Japon du 8 juin 2010 au 2 septembre 2011. Elle est également l'auteur d'un livre relativement critique sur les capacités de son mari à exercer le pouvoir en 2010 : Anata ga souri ni natte, Nihon no ittai nani ga kawaru no ? (あなたが総理になって、いったい日本の何が変わるの).

## Origines familiales et études
Nobuko Himei est née dans une famille de notables locaux du bourg de Konkō, situé dans le district rural d'Asakuchi dans la préfecture d'Okayama. Son père, Jun Himei (姫井 淳, Himei Jun), est médecin, et sa mère, née Chieko Kan (菅 千恵子, Kan Chieko), est présidente de l'assemblée communale. Par ailleurs, par sa mère, elle est la petite-fille de Minoru Kan (菅實, Kan Minoru), président de l'ordre des médecins du district voisin de Kume ainsi qu'élu à l'assemblée de ce dernier. Selon plusieurs généalogistes, elle descend par la branche maternelle du clan Sugawara et du poète et homme politique de l'ère Heian (fin IXe siècle) Sugawara no Michizane (aussi connu sous le nom de Kan Shōjō),,,. 
Elle fait sa scolarité secondaire auprès de la compagnie scolaire privée (collège et lycée) Konkō Gakuen, dans son bourg natal. Elle rejoint ensuite en 1964 le département d'anglais du Collège Tsuda, situé à Kodaira dans la préfecture de Tōkyō, et, une fois diplômée en 1968, le département de littérature française de l'université Waseda. Elle y obtient son B.A. en 1970. Durant ses études, elle loge chez son oncle maternel, Hisao Kan, cadre des Industries d'Ube logeant avec sa famille (dont son fils Naoto) à Mitaka dans la banlieue de Tōkyō. 

## Mariage
À l'été 1970, elle épouse son cousin germain, Naoto Kan, malgré l'opposition initiale de leurs deux familles. Ensemble, ils ont eu deux fils :
- Gentarō Kan (菅源太郎, Kan Gentarō?, né le 30 octobre 1972) qui fut candidat du PDJ dans le 1er district de la préfecture d'Okayama (d'où la famille Kan est initialement originaire) lors des élections législatives de 2003 et de 2005, il y est à chaque fois battu par le député sortant du PLD Ichirō Aisawa.
- Shinjirō Kan (菅真二郎, Kan Shinjirō?, né en 1977).

## La « camarade politique » de son mari
Naoto Kan, déjà un militant actif avec son épouse de plusieurs mouvements citoyens (tous deux ont participé à la campagne victorieuse pour la réélection à la Chambre des conseillers de Fusae Ichikawa, figure historique du mouvement féministe au Japon, en 1974), décide peu de temps après de se lancer en politique. Après une première tentative infructueuse aux élections législatives de 1976, il est finalement élu député à la Chambre des représentants pour la première fois en 1980, pour une circonscription de Tōkyō. Nobuko Kan participe activement à ses campagnes sur le terrain mais aussi à la vie interne de ses différents partis politiques (notamment de celui qu'il a contribué à fonder en 1996, le Parti démocrate du Japon PDJ). Elle n'hésite pas ainsi à voyager, lors des élections nationales, dans tout le Japon pour apporter son soutien à des candidats du PDJ autres que son seul mari. À l'approche du renouvellement de la moitié de la Chambre des conseillers du 29 juillet 2007 (remporté par le PDJ), elle forme avec d'autres conjointes de parlementaires démocrates en place ou retirés, dont Miyuki Hatoyama (épouse de Yukio Hatoyama, à l'époque secrétaire général du mouvement et futur Premier ministre) ou Kayoko Hosokawa (femme de Morihiro Hosokawa, qui fut Premier ministre de 1993 à 1994), un groupe de pression baptisé « Oh ! Les dames gagnent » (Oh! 勝ってレディース, Oh! Katte Rediisu).
Si son mari a acquis une réputation de débatteur, d'homme politique ferme à l'égard de la bureaucratie et pour son caractère colérique, qui lui a valu le surnom d’Ira Kan, Nobuko Kan s'est également fait remarquer par son franc parler et son caractère autoritaire en privé. Elle admet pousser avant tout son mari à « obtenir des résultats », estimant que « c'est uniquement sur ce que vous pouvez faire qu'un homme politique est jugé ». Autant Naoto Kan qu'elle-même admettent qu'elle dispose d'une certaine influence sur les choix politiques de ce dernier, affirmant que 70 à 80 % de leurs discussions portent sur le sujet. Elle l'a également poussé à accepter en 1996 le poste de ministre de la Santé et des Affaires sociales, puis de lancer une enquête interne pour reconnaître la responsabilité de cette administration dans le scandale du sang contaminé, action qui a fait connaître Kan au grand public et lui a valu une forte et durable popularité. Nobuko Kan affirme dans un entretien en 2010 avoir dit à l'époque à son mari : « Les hommes politiques ont totalement négligé de prendre en main la question. Maintenant que tu es un membre de la majorité, tu devrais être capable de le faire. Si tu ne le peux pas, tu ferais mieux de quitter ton poste de parlementaire ». Et, deux ans plus tard, alors que Naoto, désormais président du récemment formé PDJ et chef de l'opposition, vient de se faire accuser par un hebdomadaire conservateur japonais d'avoir passé la nuit dans une chambre d'hôtel avec une ancienne présentatrice de télévision de vingt ans sa cadette employée comme consultante par le parti, Nobuko lui déclare publiquement : « À la première occasion, tu baisses ta garde. Imbécile »,. 
Mais lorsqu'il apparaît en 2004 (dans le cadre du scandale dit des « retraites » touchant plusieurs dirigeants politiques) que son mari n'a pas payé ses cotisations de retraite pendant plusieurs mois alors qu'il était ministre de la Santé en 1996 et que plusieurs voix se dressent au PDJ pour le pousser à démissionner de sa présidence (ce qu'il va finir par faire), Nobuko Kan le défend. Elle affirme notamment avoir visité l'administration locale à laquelle Naoto était rattaché au moment de sa nomination à la Santé afin de se renseigner sur son régime de retraite, et avoir ensuite suivi les instructions d'un fonctionnaire. Elle déclare : « Je suis surprise de découvrir maintenant de telles choses ».

## Épouse du Premier ministre

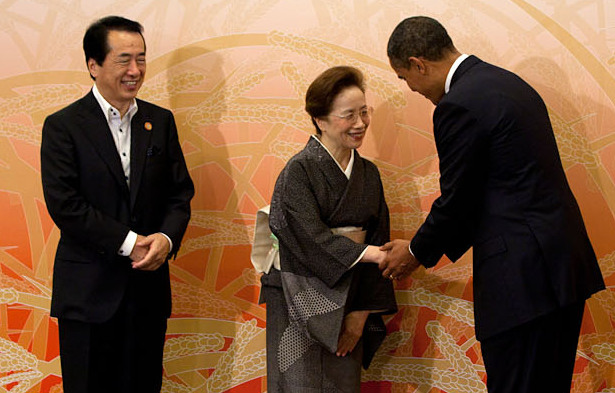
Naoto Kan et son épouse Nobuko saluant le président américain Barack Obama, le 13 novembre 2010

Une fois son époux nommé chef du gouvernement par l'empereur le 8 juin 2010, Nobuko Kan affirme ne pas vouloir être appelée la « première dame du Japon », estimant que « épouse du Premier ministre » suffit. Elle ne se dit également pas être convaincue que « la fonction [soit] faite [pour lui] », estimant que : « Il a une image de l'homme qui s'affaire activement dans le deuxième ou le troisième poste ». Après le mauvais score aux élections à la Chambre des conseillers du 11 juillet 2010 réalisé par le PDJ, qui, tout en restant le premier parti en nombre de voix et de sièges, perd le contrôle de la chambre haute, elle publie un livre qui devient vite un best seller (se vendant en quelques jours à plus de 60 000 exemplaires). 
Intitulé Anata ga souri ni natte, Nihon no ittai nani ga kawaru no ? (あなたが総理になって、いったい日本の何が変わるの), soit en français littéralement : Tu es devenu Premier ministre, mais qu'est-ce qui va changer au Japon ?, elle y questionne ouvertement les capacités de son époux à gouverner. Tout en ne les remettant pas totalement en doute, elle y dit notamment : « Je me demande : "Est-ce que c'est bien que cet homme soit Premier ministre ?". Parce que je le connais bien ».   
Naoto Kan l'a surnommée son « opposition à domicile ».